# آقای پیکویک (فیلم ۱۹۵۲)
«آقای پیکویک» (انگلیسی: The Pickwick Papers (1952 film)) یک فیلم به کارگردانی نول لانگلی است که در سال ۱۹۵۲ منتشر شد. از بازیگران آن می‌توان به جیمز دونالد و نایجل پاتریک اشاره کرد.